# Рибальченко Костянтин Макарович
Костянтин Макарович Рибальченко (1 серпня 1906, село Новотягинка Херсонської губернії, тепер Херсонського району Херсонської області — ?) — український радянський діяч, 1-й заступник голови Дрогобицького облвиконкому, голова Дрогобицького райвиконкому Львівської області.

## Біографія
Народився в селянській родині. З 1925 року наймитував у заможних селян. У 1925 році вступив до комсомолу, працював у комітеті незаможних селян.
У 1926—1928 роках — слухач Херсонської сільськогосподарської професійної школи.
У 1928—1931 роках — слухач Одеського сільськогосподарського інституту.
У 1931—1937 роках — агроном Волнухинської машинно-тракторної станції (МТС) Донецької області.
У 1937—1939 роках — старший агроном Ворошиловградського міського земельного відділу Донецької (з 1938 року — Ворошиловградської) області.
Член ВКП(б) з 1939 року.
У 1939—1941 роках — інструктор сільськогосподарського відділу Ворошиловградського обласного комітету КП(б)У.
З жовтня 1941 по січень 1943 року — в Червоній армії, учасник німецько-радянської війни. Служив у 72-му запасному стрілецькому полку 9-ї запасної стрілецької дивізії. У 1942 році був важко поранений, лікувався у військових госпіталях та був демобілізований з армії як інвалід війни.
У 1943—1944 роках — заступник завідувача сільськогосподарського відділу Ворошиловградського обласного комітету КП(б)У.
У квітні 1944 — 1947 року — заступник секретаря Ворошиловградського обласного комітету КП(б)У із тваринництва — завідувач відділу тваринництва Ворошиловградського обласного комітету КП(б)У.
У 1947—1948 роках — начальник Ворошиловградського обласного управління сільського господарства.
У 1948 — січні 1953 року — 1-й секретар Новоайдарського районного комітету КП(б)У Ворошиловградської області.
У січні 1953 — травні 1959 року — 1-й заступник голови виконавчого комітету Дрогобицької обласної ради депутатів трудящих.
У червні — жовтні 1959 року — 1-й секретар Дрогобицького районного комітету КПУ Львівської області.
У 1959 — серпні 1961 року — голова виконавчого комітету Дрогобицької районної ради депутатів трудящих Львівської області.

## Звання
- воєнінженер 3-го рангу
- майор

## Нагороди
- орден Леніна (26.02.1958)
- орден Трудового Червоного Прапора (23.01.1948)
- медаль «За перемогу над Німеччиною у Великій Вітчизняній війні 1941—1945 рр.» (1945)
- медалі